# Perukklubben
Perukklubben — En saga om åsiktsfrihet i landet som kommit längst är en bok från 2014 av författaren och debattören Pär Ström.
Ström var under några år aktiv i den svenska debatten om genus och jämställdhet, men meddelade i november 2012 att han inte längre avsåg delta efter vad han ansåg vara en strid ström av ojusta påhopp från etablerade debattörer.
Perukklubben är en saga om djur med budskapet att Sverige är ett land med lågt i tak i debatten.

## Handling
Handlingen utspelar sig i Eklandet och kretsar främst kring getter, vargar och kor. Getterna försörjer sig främst på jordbruk, vargarna ansvarar för informationsspridningen via artiklar på fem "Skyltar" strategiskt utplacerade i landet, samt kor som stiftar lagar och fördelar resurser. Via Skyltarna sprider vargarna information som att det är farligt att gödsla åkrarna, att grå djur ska undvika att ta plats och att simning kan orsaka cancer.